# Комплекс віленських замків

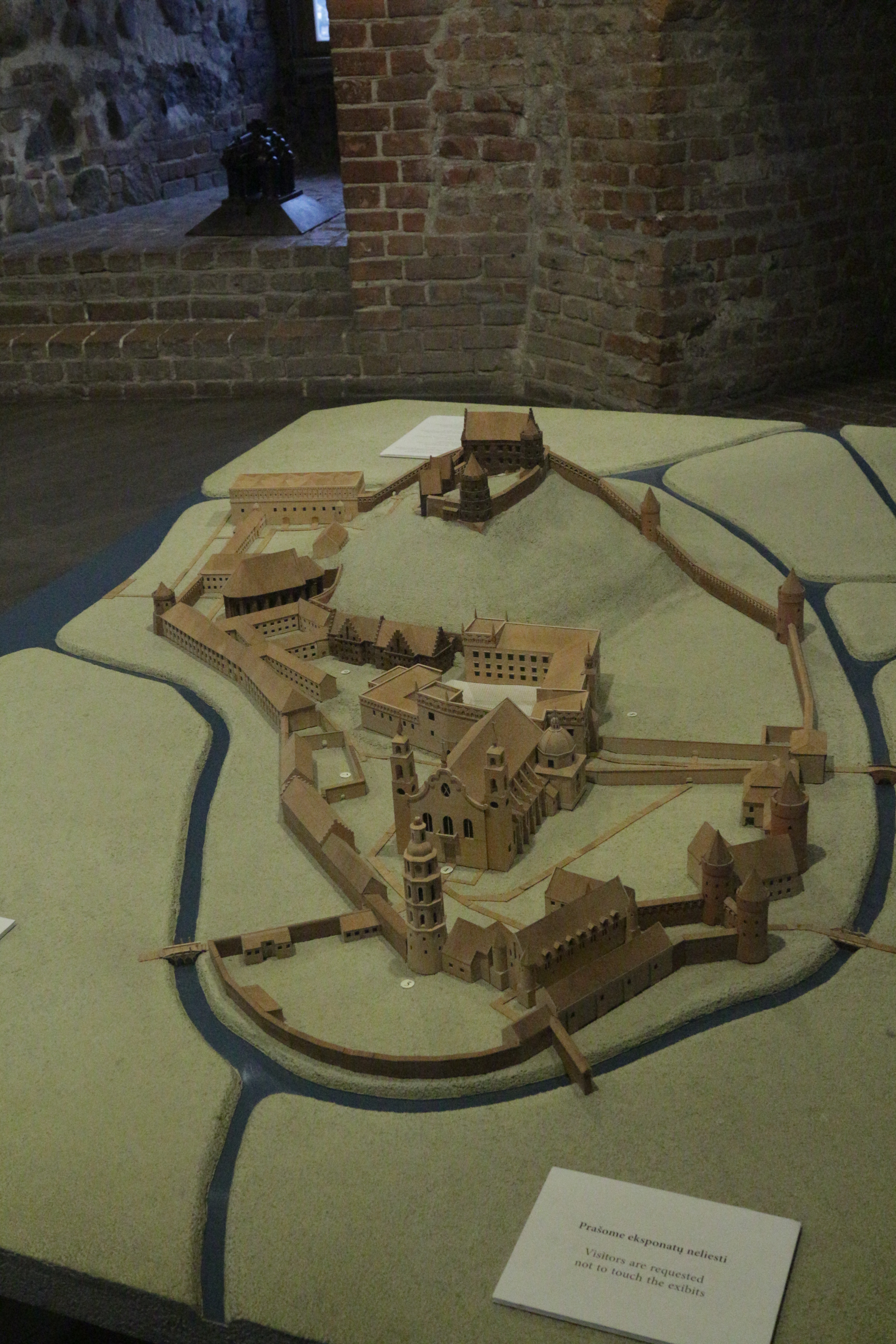
Макет Верхнього та Нижнього замків

Комплекс віленських замків (лит. Kreivoji pilis) — комплекс цегляних замків Вільнюса, розташован на лівому березі Вілії. Замки було збудовано між XI та XVIII ст., вони вважались основними оборонними спорудами Литви.
Замкова гора в оточенні річок була зручним місцем для зведення замку і створення великого поселення. В IX ст. гору стали укріплювати камінням і деревиною, між XI—XIII ст. збудували дерев'яний замок. В договорі між Великим князем Литовським Гедиміном з Тевтонським орденом у 1323 вперше згадано вільнюський замок.
Комплекс складався з Верхнього, Нижнього та Кривого замків, до XIV ст. замки успішно витримували напади тевтонських лицарів, але у 1390 Кривий замок був ними спалений, не відновлювався. Верхній замок згорів під час пожежі на початку XV ст., за часів правління великого князя Литовського Вітаутаса, було збудовано кам'яний замок, залишки якого збереглися до сьогодення.
У 1655 замки були повністю розграбовані московитами, вони втратили своє значення та стали занепадати.
Про оборону функцію замків згадали у XIX ст. і за наказом російського царя у 1831 заснована фортеця.
Литовський прапор над вежею майорів з 1 січня 1919, після відновлення державності Литви у 1918, до окупації віленських земель Польщею. Знов було встановлено триколор Литви 29 жовтня 1939.

## Історія Верхнього замку

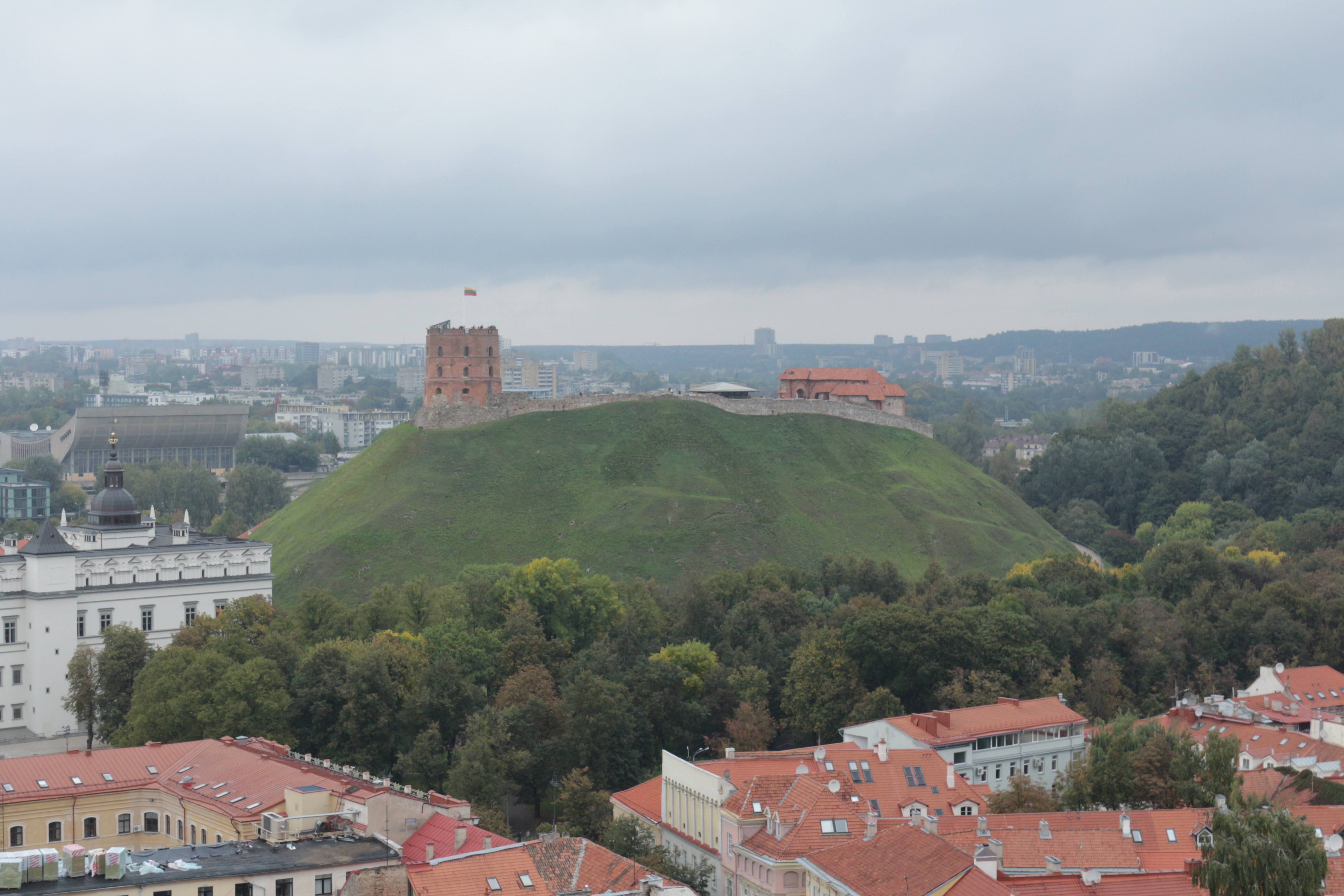
Вільнюс. Старе місто. Панорама Верхнього замку

За археологічними дослідженнями поселення на Замковій горі існували за часів неоліту, у IX ст. гору почали укріплювати дерев'яними та кам'яними огорожами. В XI ст. збудували дерев'яну вежу, в XV ст. — кам'яну.
Язичницька Литва вела війну з християнськими загарбниками протягом більш ніж двох століть. Загарбники сподівались поширити на території країни католицтво. Вільнюс, як найважливіше місто в державі, став основним військовим об'єктом. На замок нападали лицарі Тевтонського ордену в 1365, 1375, 1377, 1383, 1390, 1392, 1394 i 1402, але жодного разу замок не був повністю завойованим.
Після пожежі у 1419 замок розширено і реконструйовано. У 1422, по закінченню будівництва, це був готичний палац. Великий зал на другому поверсі мав розміри 10*30 м.

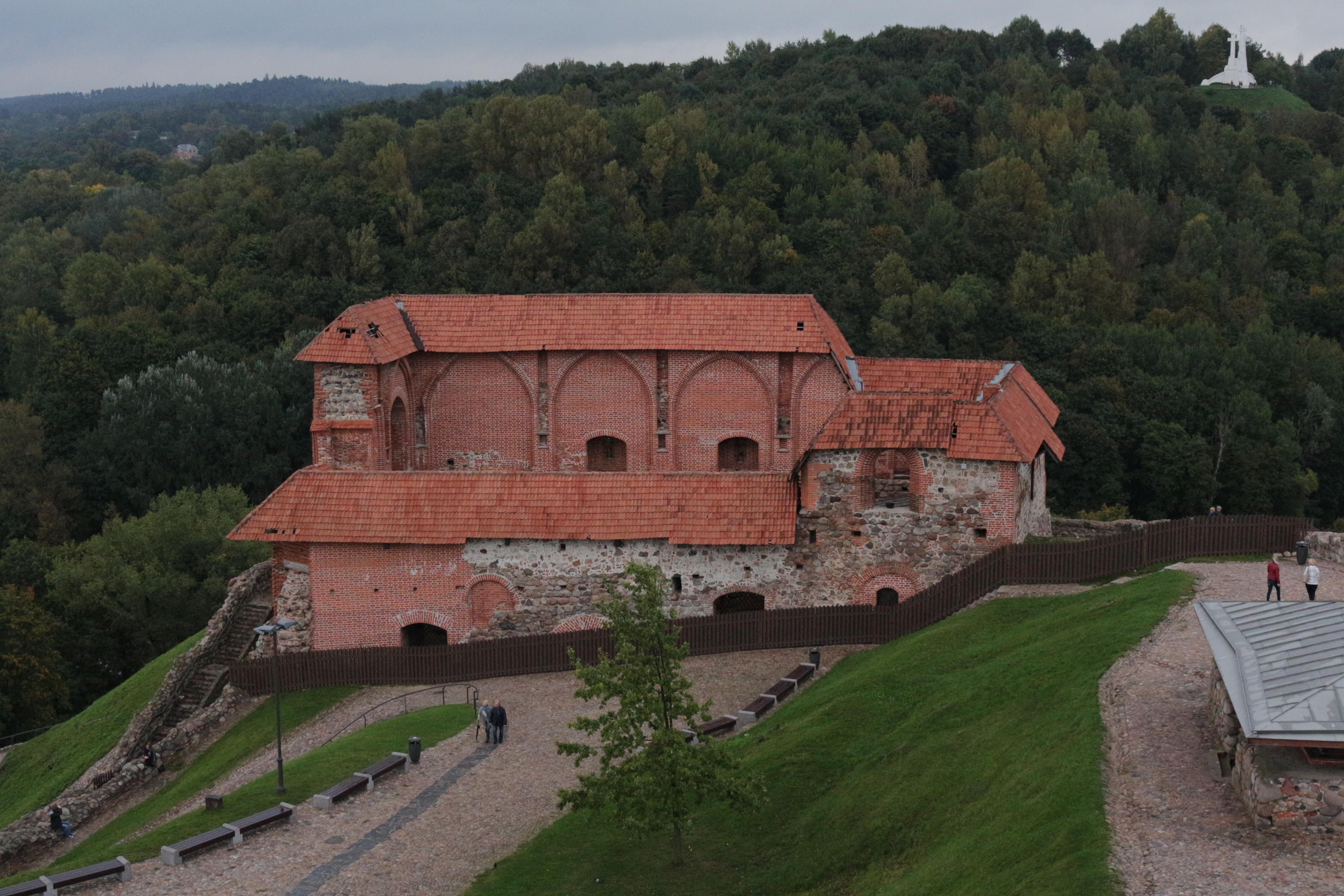
Верхній замок у Вільнюсі, Литва

У другій половині XVI ст. замок втратив своє значення на користь Нижнього замку. Сигізмунд II Август відремонтував будівлю, розташував в ній особисту бібліотеку. Але у 1655—1661 замок зруйнований, його частково відновили лише в кінці XVIII ст. З трьох веж замку збереглася лише одна — вежа Гедиміна. У XIX ст. почали відновлювати оборонні властивості замку: було знесено залишки північної та південної веж Верхнього замку, західна та північна стіни, законсервували кам'яну кладку замку, укріплено сповзаючи схили Замкової гори.
У 1838 на західній вежі надбудували двоповерхову дерев'яну надбудову для оптичного телеграфу. По схилу Замкової гори проклали нову дорогу, схили було засаджено деревами.

### Вежа Гедиміна

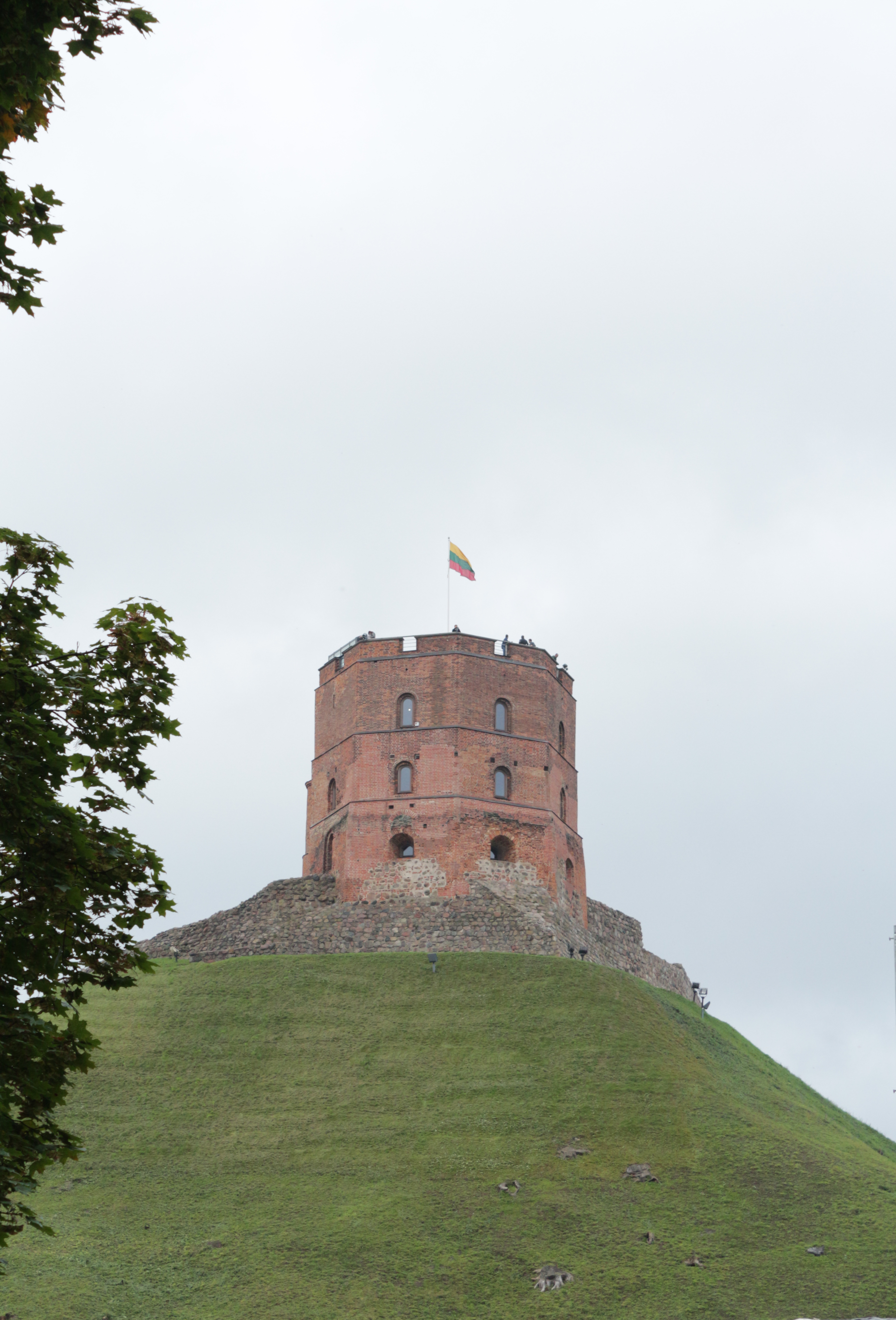
Вільнюс. Вежа Гедиміна

Вежа Гедиміна є частиною Національного музею Литви з 1968.
Споруда — це зразок кам'яного будівництва. За легендою тут перебувало святилище Перкунаса (Перуна), в язичницькій Литві головний жрець звідси пророкував майбутнє та проголошував волю богів.
З початку литовського національного відродження, 7 жовтня 1988 на башті замайорів прапор Литви. Вежа стала символом боротьби нації за незалежність і державність.
Протягом реконструкції в 1955 відремонтовані вежі замку, створено оглядовий майданчик, оновлено експозицію.

## Історія Нижнього замку
Комплекс Нижнього замку був побудований з дерева у XIII ст., у XIII—XIV ст. оборонні стіни та башти було перероблено з каменю, їх декілька разів реорганізовували. На території Нижнього замку створився багатий на археологічні знахідки 6-8 метровий шар. У 2003 спеціалістами Центра дослідження замків «Lietuvos pilys» створена дендрохронологічна лабораторія, що визначає вік знайденої на території замків деревини.
Дві основні будівлі Нижнього замку, що збереглись, Королівський палац та Кафедральний собор.

### Королівський палац
Королівський палац було збудовано у XV ст. для правителів Великого князівства Литовського та майбутніх королів Польщі. Палац розвивався протягом багатьох років, розквіт палацу припадає на XVI—XVII ст. Протягом чотирьох сторіч палац являв собою політичний, адміністративний, та культурний центр Речі Посполитої. Знесений у 1801.
Роботи по створенню нового палацу почалися на місці розташування старої будівлі у 2002. 6 липня 2009 палац знову відкрито.

### Кафедральний собор-базиліка

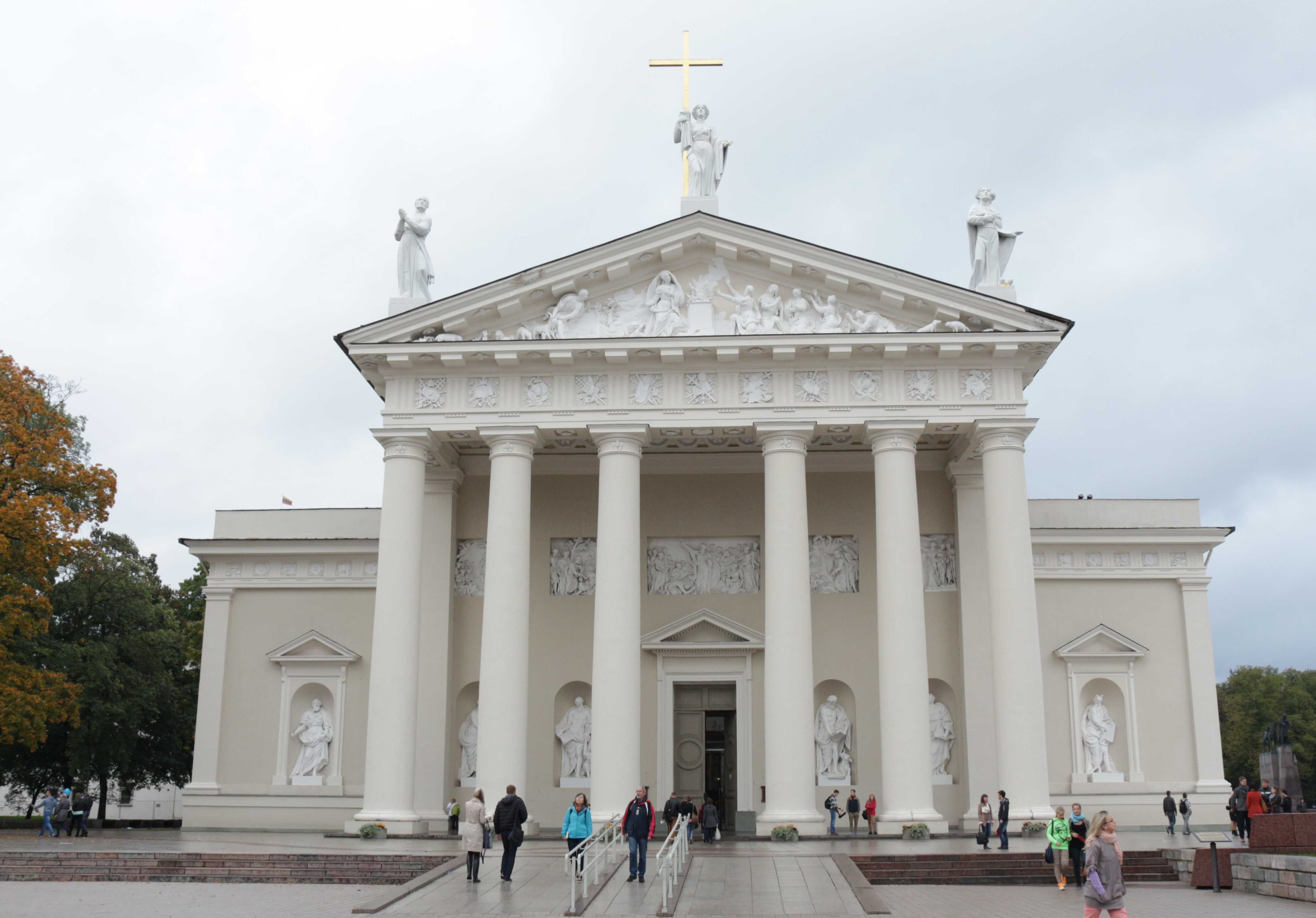
Кафедральний собор-базиліка

У центральній частині собору, під підлогою, знайдено залишки кам'яного язичницького храму і першого кафедрального собору короля Міндовга. Храм був квадратної форми, з вежею, з контрфорсами і підлогою з різнокольорових глазурованих і орнаментованих керамічних плиток, з рисами романського стилю або ранньої готики. Новий кафедральний собор на цьому місці був побудований в 1386—1387 рр. з нагоди прийняття християнства в східній Литві. Після пожежі 1419 року великий князь литовський Вітаутас заново відбудував собор, збільшивши його розміри.
У 1623—1636 в південно-східному куті собору була побудована квадратна, перекрита куполом з ліхтарем каплиця св. Казимира. Це один з найцінніших пам'яток раннього бароко у Вільнюсі. Рельєфний декор купола, аркад і вівтаря каплиці з'явився після реставрації у 1692 році.
У 1786—1801 литовський архітектор Л. Стуок-Гуцявічюс істотно змінив собор, побудував новий головний вівтар та добудував ліву ризницю.

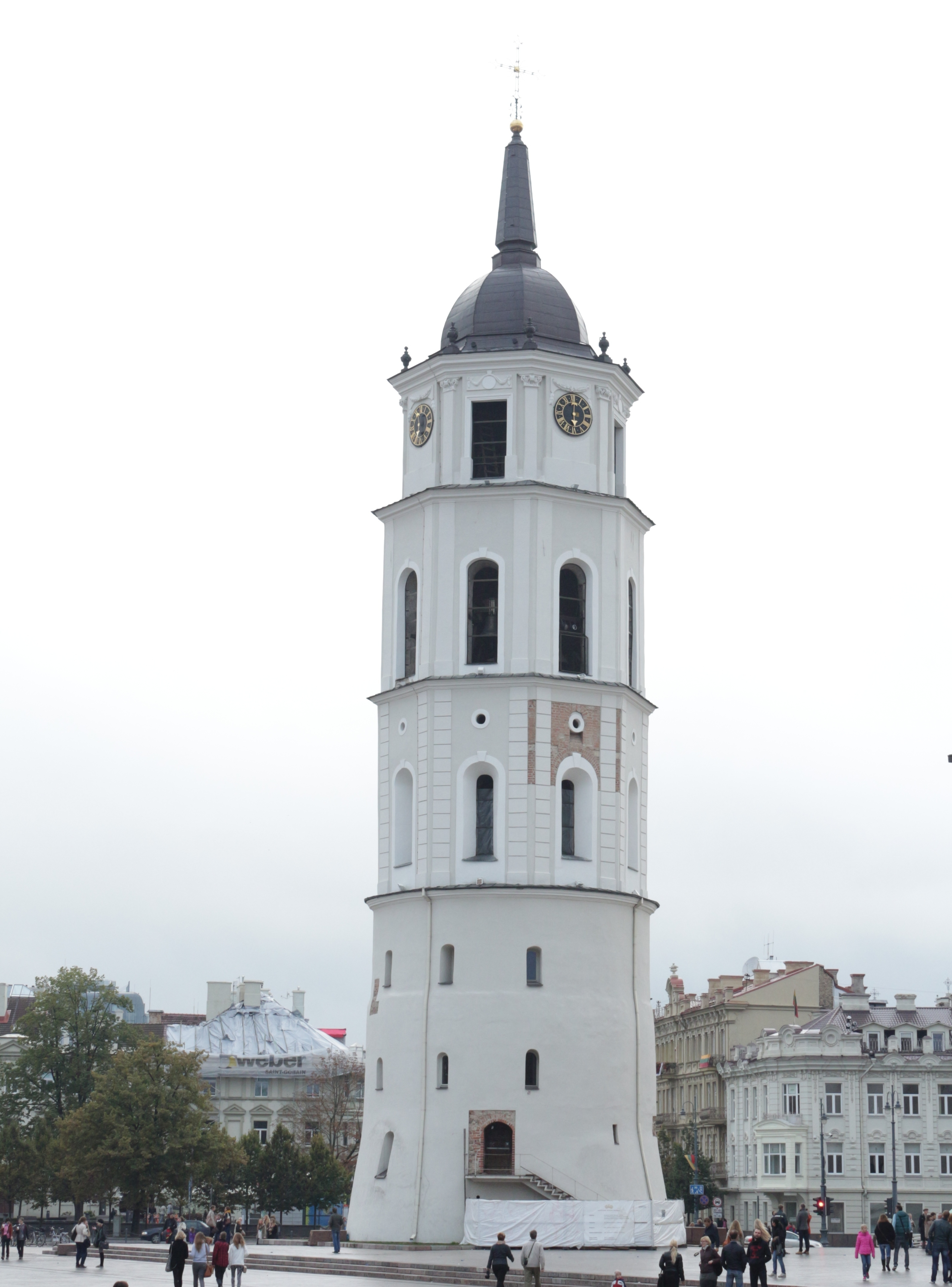
Дзвіниця. Вільнюс. 2013

Внутрішній простір було мало змінено. Будівництво в 1801 закінчив архітектор М. Шульцас, собор набув ознак класицизму. На головному фасаді з'явилися величний портик з шістьма доричними колонами, ніші з бароковими скульптурами євангелістів, Авраама та Мойсея, на фронтоні — горельєф «Жертвопринесення Ноя». У бічних нішах південного фасаду було розміщено скульптури князів литовських, північного — скульптури святих, перенесених сюди в XIX ст. з костьолів св. Казимира і Місіонерів. Зі східного боку кафедральний собор був з'єднаний проходом з Королівським палацом.
Найдавнішу кам'яну споруду Вільнюса було збудовано імовірно в XIII ст. Спочатку Дзвіниця була квадратна (уцілів нижній, зараз підземний ярус, з арочними нішами); дещо пізніше, після часткового руйнування, на її залишках була побудована чотириповерхова кругла вежа з бійницями. Стіни її товщиною до 4 м викладені з польового каменю.
У 1522—1524 архітектор Аннус надбудував вежу, в яку у 1561 перенесений дзвін кафедрального собору.
Наприкінці XVI в. вежа-дзвіниця була ще раз підвищена: з'явилася її верхня восьмикутна триповерхова частина. Пізніші ремонти (XIX ст.) мало що змінили.
У 1967 в дзвіниці було розміщено 17 дзвонів.